# Isaías de Piérola
Adán Jesús Isaías de Piérola Iturbide o simplemente, Isaías de Piérola (Lima, 6 de julio de 1866 - ib. 3 de septiembre de 1935) fue un político y comerciante peruano. Hijo y partidario de Nicolás de Piérola, en cuyo nombre encabezó una intentona golpista contra el primer gobierno de Augusto B. Leguía, en 1909.

## Biografía
Hijo de Nicolás de Piérola Villena y Jesús Iturbide Villena. Empezó a cursar su educación básica en el Colegio de La Inmaculada de Lima. En 1882 fue llevado por su padre a París, donde continuó sus estudios. Culminados estos en 1886, se dedicó a los negocios agrícolas.
Al estallar en 1894 la revolución que encabezó su padre contra el gobierno de Andrés A. Cáceres, se sumó a las montoneras pierolistas e ingresó con ellas a Lima el 17 de marzo de 1895, llegando hasta la Plaza Dos de Mayo. La revolución triunfó y unos meses después, Nicolás de Piérola llegó a ser presidente constitucional. Y durante dicho gobierno, Isaías fue elegido diputado por Chancay, representación que ejerció de 1897 a 1901.
Finalizando el primer gobierno de José Pardo y Barreda, fue involucrado en la sublevación del 1 de mayo de 1908, que encabezara el líder liberal Augusto Durand. Junto con otros prominentes miembros del partido demócrata (o pierolista), fue injustamente recluido durante noventa días en la Penitenciaría de Lima. Liberado por orden de la Corte Suprema, fue en busca  del presidente Pardo, a quien quiso agredir en plena vía pública, siendo impedido por los acompañantes del mandatario. Fue llevado a la comisaría en un coche, pero logró huir en el trayecto, ayudado por algunas personas, presumiblemente pierolistas (9 de agosto de 1908).

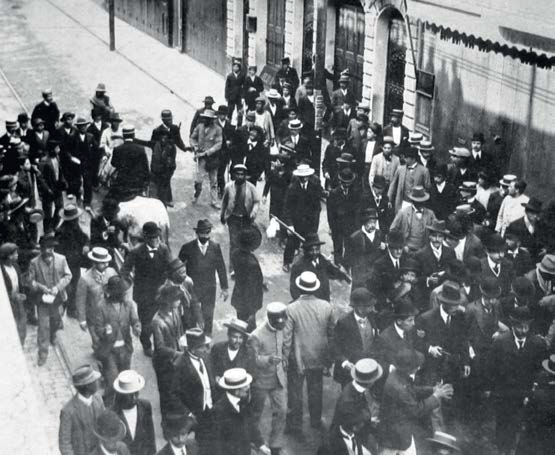
Escena de la intentona golpista de los Piérola contra el presidente Leguía, el 29 de mayo de 1909.

Era el más osado y temerario de los hijos de Piérola. Con su hermano Amadeo de Piérola y su tío Carlos de Piérola, encabezó un intento de golpe de Estado contra el presidente Augusto B. Leguía, el 29 de mayo de 1909.
Los complotados asaltaron el Palacio de Gobierno y capturaron al presidente Leguía, al que condujeron hasta la Plaza de la Inquisición, donde le exigieron que firmara su renuncia. Leguía se mantuvo firme en su negativa, hasta que finalmente un cuerpo del ejército acudió a rescatarlo. Los golpistas fueron dispersados; muchos de ellos resultaron muertos y heridos.
Carlos y Amadeo fueron capturados y recluidos en la penitenciaría, mientras que Isaías evadió la persecución y pasó a Bolivia. Un Consejo de Guerra lo condenó en ausencia a ocho años de prisión, pero se benefició de la amnistía dada el 26 de septiembre de 1911. Pudo entonces retornar para dedicarse a sus negocios particulares. Su arribo al Callao, ocurrido el 12 de octubre de 1911, suscitó una calurosa bienvenida de parte de miles de militantes demócratas.
Cuando en 1914 se produjo el derrocamiento del presidente Guillermo Billinghurst y la instalación de una Junta de Gobierno presidida por el coronel Óscar R. Benavides, Isaías fue nombrado mediador de la complicada situación política que se había desatado. El problema inmediato era la sucesión presidencial. Una corriente quería que se ungiera como presidente de la República a Roberto Leguía, por ser el primer vicepresidente (aunque no había jurado formalmente como tal); mientras que otra postura exigía la convocatoria inmediata a elecciones. Isaías planteó que, como requisito previo, todos los líderes políticos sacrificaran sus intereses y derechos personales, en busca de una solución. Todos declararon estar de acuerdo, menos Roberto Leguía, que se negó a retirar su pretensión a la presidencia. Isaías dio entonces por terminada su misión y aconsejó que se acatara la decisión que tomara el Congreso. Este votó en mayoría por dar la presidencia provisoria a Benavides, el 15 de mayo de 1914.
Durante el segundo gobierno de José Pardo, fundó el diario El Perú, para que fuera el vocero del partido demócrata y cuya dirección encargó sucesivamente a Luis Fernán Cisneros y Víctor M. Maúrtua (1916-1917). Por su parte, se mantuvo retirado de la militancia partidaria y se consagró a la actividad comercial. Consolidó una empresa de importaciones gracias a sus continuos viajes a los Estados Unidos.